# موقعیت بلاغی
موقعیت بلاغی (به انگلیسی: rhetorical situation) رویدادی است که از یک موضوع، یک مخاطب و مجموعه‌ای از محدودیت‌ها تشکیل شده است. یک موقعیت بلاغی از یک زمینه یا ضرورت معین ناشی می‌شود. مقاله‌ای از لوید بیتزر مدل موقعیت بلاغی را در سال ۱۹۶۸ معرفی کرد که بعدها توسط ریچارد واتز (۱۹۷۳) و اسکات کانسینی (۱۹۷۴) به چالش کشیده و اصلاح شد. پژوهش‌های اخیر بیشتر این مدل را بازتعریف کرده است تا دیدگاه‌های گسترده‌تری از روش‌های بلاغی را شامل شود.

## توسعه نظری
در قرن بیستم، سه متن تأثیرگذار در مورد موقعیت بلاغی منتشر شد: «موقعیت بلاغی» لوید بیتزر، «افسانه موقعیت بلاغی» ریچارد بیتزر استدلال می‌کنند که یک موقعیت تعیین‌کننده باعث بلاغت می‌شود. واتز پیشنهاد می‌کند که بلاغت با برجسته کردن مسائل، «موقعیت‌هایی» ایجاد می‌کند.